# Rovenky
Rovenky (Oekraïens: Ровеньки) is een stad in de Oekraïense oblast Loehansk, hemelsbreed ongeveer 55 km ten zuiden van de hoofdplaats Loehansk en 822 km ten zuidoosten van de hoofdstad Kiev.

## Bevolking
Op 1 januari 2021 telde Rovenky naar schatting 45.651 inwoners. Het aantal inwoners vertoont al meerdere jaren een dalende trend: in 1989, kort voor het uiteenvallen van de Sovjet-Unie, had de stad nog 67.989 inwoners.
| 1923  | 1926  | 1939   | 1959   | 1970   | 1979   | 1989   | 2001   | 2005   | 2013   | 2021   |
| ----- | ----- | ------ | ------ | ------ | ------ | ------ | ------ | ------ | ------ | ------ |
| 7.188 | 9.688 | 20.944 | 32.037 | 61.145 | 61.499 | 67.989 | 53.725 | 51.893 | 48.373 | 45.651 |

In 2001 bestond de stad etnisch gezien vooral uit Oekraïners (32.718 personen - 61%), gevolgd door een grote minderheid van 19.448 Russen (36,3%). Uitgezonderd van 517 Wit-Russen (1%) en 145 Tataren (0,3%) waren er geen andere vermeldenswaardige minderheden.
Alhoewel Oekraïners de grootste bevolkingsgroep vormen, is de meest gesproken taal in de stad het Russisch. In 2001 sprak 79,8% van de bevolking het Russisch als eerste taal, terwijl 19,7% van de bevolking het Oekraïens sprak. Kleinere minderheidstalen waren het Wit-Russisch en het Armeens, elk gesproken door 0,1% van de bevolking.

## Geboren
- Georgi Sjonin (1935-1997), Russisch ruimtevaarder